# 10 Rules for Sleeping Around
10 Rules for Sleeping Around es una película de comedia estadounidense de 2013 producida y dirigida por Leslie Greif y protagonizada por Jesse Bradford, Chris Marquette, Tammin Sursok, Virginia Williams y Reid Ewing. Tuvo una pobre recepción crítica. En Rotten Tomatoes tiene un 0% de ranking aprobatorio, basado en 7 reseñas. En Metacritic es una de las películas con peores calificaciones, con un puntaje de 1 sobre 100 basado en 5 reseñas. Junto con las películas Bio-Dome, Chaos, inAPPropriate Comedy, Not Cool, The Singing Forest y United Passions, hace parte de las producciones peor calificadas en la página.

## Reparto
| Actor                | Personaje              |
| -------------------- | ---------------------- |
| Jesse Bradford       | Vince Johnson          |
| Chris Marquette      | Ben Roberts            |
| Tammin Sursok        | Kate Oliver            |
| Virginia Williams    | Cameron Johnson        |
| Bryan Callen         | Owen Manners           |
| Lucia Sola           | Gabriella "Gabi" Jobim |
| Wendi McLendon-Covey | Emma Cooney            |
| Michael McKean       | Jeffrey Fields         |
| Reid Ewing           | Hugh Fields            |
| Simone Griffeth      | Barbara                |
| Corey Saunders       | Matt                   |
| Bill Bellamy         | Dwayne                 |
| Mills Allison        | Duncan                 |
| Zakiya Alta Lee      | Tanisha                |
| Jamie Renee Smith    | Nikki                  |
| Molly McCook         | Jaymee                 |
| Leslie Greif         | Foreman Joe            |